# Лаура Кодруца Кевеши
Лаура Кодруца Кевеши (рум. Laura Codruța Kövesi; Свети Ђорђе, 15. мај 1973) румунска је тужитељка. Прва је главна тужитељка Европске уније и бивша тужитељка румунске Националне управе за борбу против корупције. Пре тога је обављала функцију главне тужитељке Румуније.
Године 2015. The Guardian ју је описао као „тиху, скромну тужитељку који уводи ред”, као и да води „антикорупцијску акцију која се сасвим разликује од било које друге у источној Европи — или свету”. Њен мандат на челу Националне управе за борбу против корупције значајно је повећао поверење јавности у ту институцију, како унутар Румуније, тако и широм ЕУ, са анкетом из 2015. која је показала да високих 60% Румуна верује Националној управи за борбу против корупције (у поређењу са 61% који верују Румунској православној цркви и само 11% Скупштини Румуније).